# Master of Orion II: Battle at Antares
Master of Orion II: Battle at Antares es un videojuego de estrategia por turnos ambientado en el futuro, sobre naves y flotas. El juego, desarrollado por Simtex y diseñado por Steve Barcia y Ken Burd, fue lanzado al mercado en 1996. Es la primera secuela de Master of Orion.

## Argumento
El juego te sitúa en una galaxia: Orión, en la que el jugador tiene que arreglárselas para sobrevivir ante los ataques de los feroces antares, y de las otras civilizaciones que pueden ser de diferentes razas.